# جابر صادق‌زاده
جابر صادق‌زاده (متولد قائم‌شهر) کشتی‌گیر آزادکار سنگین‌وزن ایرانی است که قهرمانی وزن ۱۲۰ کیلوگرم کشتی آزاد جوانان جهان در رومانی را کسب کرده و در قهرمانی وی با امتیاز ندادن در جام جهانی آلمان و آسیایی اندونزی و جهانی رومانی یک رکورد دست نیافتنی از خود بر جای گذاشت. همچنین وی به عنوان تنها کشتی‌گیری شناخته می‌شود که قهرمانی در سه رشتهٔ مختلف کشتی آزاد، پهلوانی و ساحلی را داراست و از این حیث رکورددار محسوب می‌شود. صادق‌زاده در سال ۱۴۰۰ برای هفتمین بار صاحب بازوبند پهلوانی شد و از رکورد علیرضا سلیمانی با ۶ بازوبند پهلوانی گذشت. وی در سال ۱۳۹۸ با دریافت ششمین بازوبند پهلوانی ایرانی، به‌عنوان «پهلوان‌باشی» معرفی شد. وی اکنون دارای بزرگ‌ترین آکادمی ورزشی در استان مازندران، واقع در شهر قائمشهر است.

## پهلوانی جهان
پهلوان جابر صادق‌زاده در دیدار پایانی مسابقه‌های قهرمانی کشتی پهلوانی سنگین‌وزن‌های ایران با روی پل بردن «امین رشید لمیر» از استان خراسان رضوی (پهلوان کشور در سال‌های ۱۳۸۰ و ۱۳۸۷)، عنوان پهلوان کشور در سال ۱۳۹۱ را به خود اختصاص داد تا نامش در فهرست پهلوانان صاحب بازوبند پهلوانی ایران ماندگار شود.
صادق‌زاده ورزش کشتی را در ۱۰ سالگی آغاز نمود و خیلی زود پله‌های ترقی را طی کرده و به تیم ملی کشتی آزاد نونهالان، نوجوانان، جوانان و بزرگسالان دعوت شد و در حالی که تنها ۲۱ سال داشت با ثبت نامش به عنوان پهلوان جدید ایران‌زمین نامش را در تاریخ کشتی ایران ماندگار کرد. از مهم‌ترین افتخارات وی می‌توان به مدال طلای جام‌جهانی پهلوانی و زورخانه‌ای تاجیکستان، مدال طلای کشتی ساحلی بازی‌های آسیایی ۲۰۱۴ تایلند و طلای جوانان جهان در رومانی اشاره کرد.

## بازی‌های همبستگی کشورهای اسلامی ۲۰۱۷
جابر صادق‌زاده در وزن ۱۲۵ کیلوگرم در دور نخست، مقابل زمان انور از پاکستان با نتیجهٔ ۱۱ بر صفر به پیروزی رسید و در دور دوم و در مرحلهٔ نیمه‌نهایی در مقابل جمال‌الدین محمدف دارندهٔ مدال نقره و برنز جهان از جمهوری آذربایجان با نتیجهٔ ۷ بر ۳ شکست خورد و راهی دیدار رده‌بندی شد. صادق‌زاده در دیدار رده‌بندی توانست رجا الکراد از سوریه را با نتیجهٔ ۱۰ بر صفر شکست دهد و مدال برنز را از آن خود کند.

## افتخارات و مدال‌ها
- جهان پهلوان و صاحب ۷ بازوبند پهلوانی ایران[۳]
- دارندهٔ مدال طلای جام‌جهانی پهلوانی و زورخانه‌ای تاجیکستان (اسفند ۱۳۹۳)
- دارندهٔ بازوبند و عنوان پهلوانی سال ۹۱ ایران (آبان ۱۳۹۱)[۱]
- دارندهٔ مدال طلای کشتی ساحلی بازی‌های آسیایی ۲۰۱۴ تایلند (آبان ۱۳۹۳)
- دارندهٔ مدال طلای جوانان جهان در رومانی (مرداد ۱۳۹۰)
- دارندهٔ مدال طلای جام جهانی آلمان (تیر ۱۳۹۰)
- دارندهٔ مدال طلای آسیایی در اندونزی (خرداد ۱۳۹۰)
- دارندهٔ مدال برنز جام یاشاردوغو ترکیه ۲۰۱۲ (بهمن ۱۳۹۰)
- دارندهٔ مدال برنز جام مدوید بلاروس ۲۰۱۲ (شهریور ۱۳۹۱)
- دارندهٔ مدال طلای کشتی پهلوانی در وزن + ۹۰ کیلوگرم جام تختی در کرمانشاه (بهمن ۱۳۹۳)
- دارندهٔ مدال نقرهٔ کشتی پهلوانی قهرمانی کشور در مشهد (دی ۱۳۹۳)
- دارندهٔ مدال طلای بین‌المللی در آذربایجان (فروردین ۱۳۹۰)
- دارندهٔ مدال طلای بین‌المللی در بلغارستان (اردیبهشت ۱۳۹۰)
- دارندهٔ مدال طلای مسابقات پهلوانی آسیا نپال(۱۳۹۲ مرداد)[۴]
- دارندهٔ مدال برنز جام تختی تهران ۲۰۱۳ (اردیبهشت ۱۳۹۲)[۵]
- دارندهٔ مدال طلای اولین دورهٔ مسابقات کشتی ساحلی ایران، گیلان (۱۳۹۳)
- دارندهٔ مدال طلای بازی‌های آسیایی کشتی ساحلی تایلند (۲۰۱۴)
- دارندهٔ بازوبند پهلوانی ایران (۱۳۹۴)*[۶]
- دارندهٔ مدال طلای مسابقات جایزه بزرگ کشتی پهلوانی لهستان (۲۰۱۵)
- دارندهٔ مدال طلای مسابقات جهانی کشتی ساحلی رومانی (۲۰۱۵)
- دارندهٔ مدال طلای مسابقات جهانی کشتی ساحلی کرواسی (۲۰۱۶)
- دارندهٔ مدال طلای مسابقات کشتی آزاد جام مدوید بلاروس (۲۰۱۶)